# Darren W. McDew

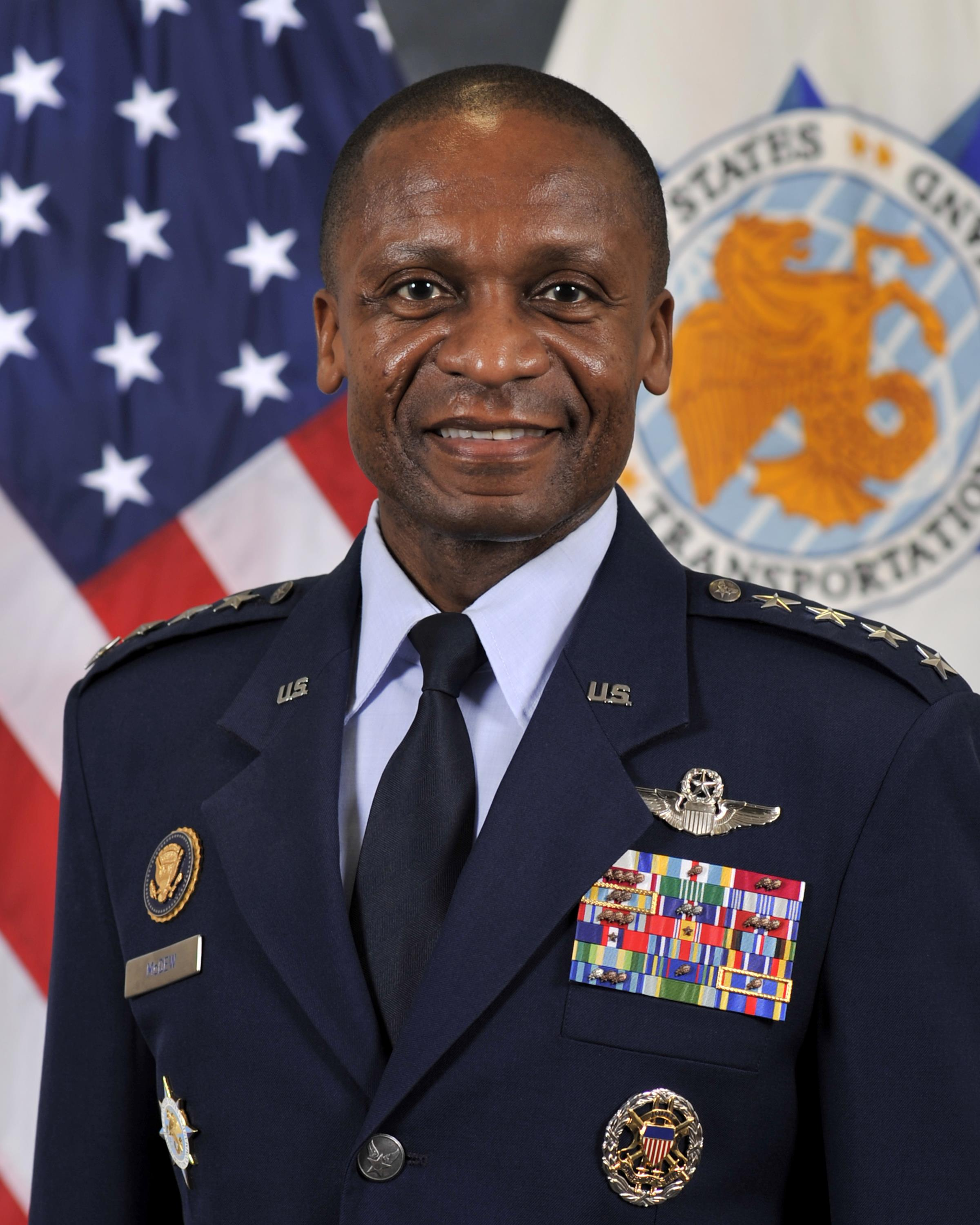
Darren McDew (2015)

Darren W. McDew (* 29. September 1960) ist ein pensionierter General der United States Air Force (USAF). Er war von August 2015 bis August 2018 Oberbefehlshaber des U.S. Transportation Command (USTRANSCOM), eines teilstreitkraftübergreifenden Funktionalkommandos der Streitkräfte der Vereinigten Staaten mit Sitz auf der Scott Air Force Base, Illinois. Zuvor befehligte er ab dem 5. Mai 2014 mit dem Air Mobility Command (AMC) ebenda ein dem USTRANSCOM unterstelltes Hauptkommando der USAF.

## Ausbildung und Karriere
McDew trat der Air Force 1982 nach Abschluss eines Studiums am Virginia Military Institute in Lexington, Virginia, bei, wo er einen Bachelorabschluss in Bauingenieurwesen erworben hatte.
Während seiner Laufbahn kam McDew auf über 3000 Flugstunden unter anderen auf den Mustern C-141B, KC-135 A/R, C-17A und C-130E/H sowie dem Mehrzweckhubschrauber UH-1N.

## Dienst im Generalsrang

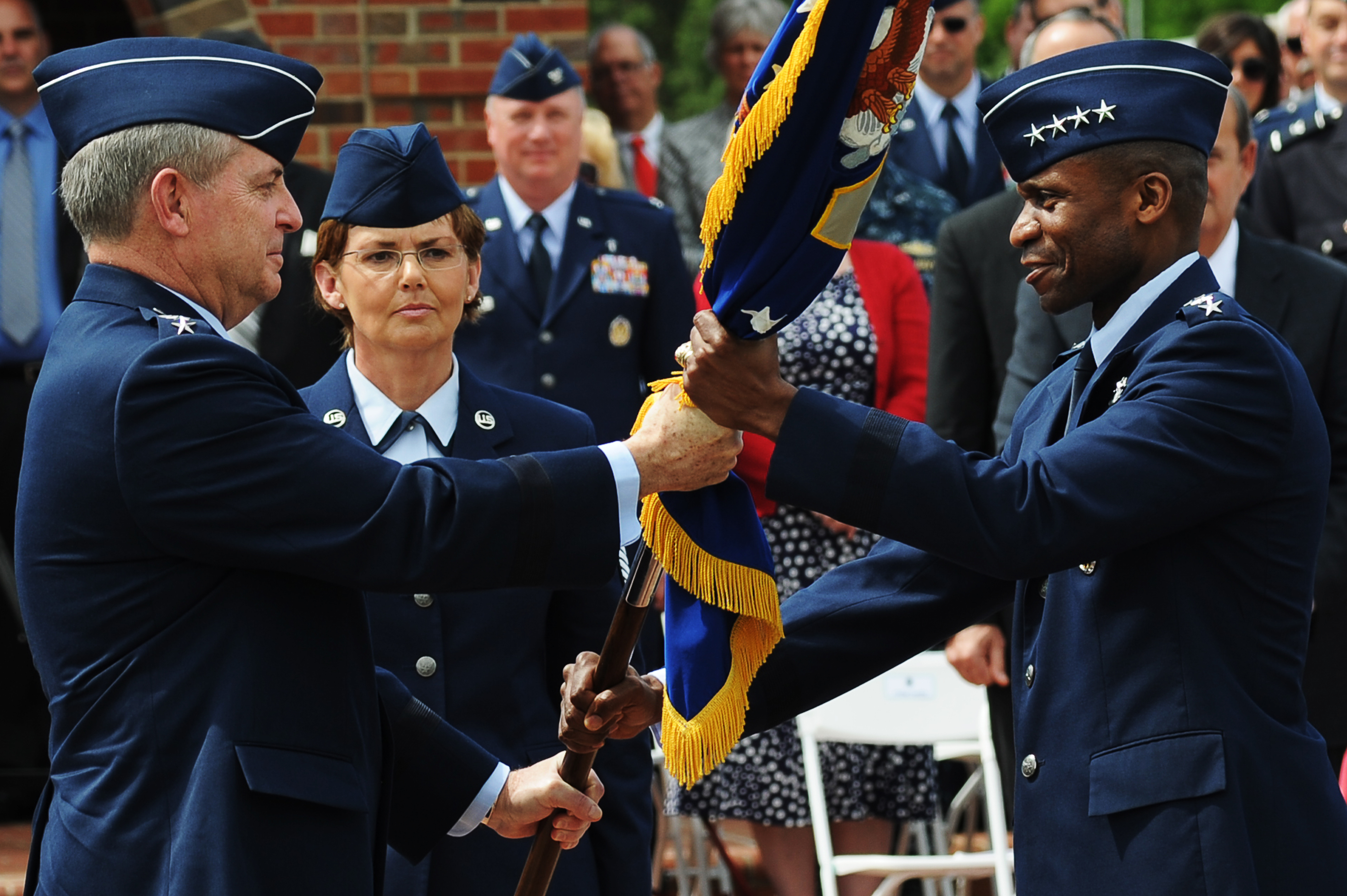
McDew mit dem Generalstabsvorsitzenden der USAF, GEN Mark Welsh, während der Kommandoübergabe am AMC am 5. Mai 2014

Im Juli 2006 wurde McDew als stellvertretender Kommandeur der 18th Air Force auf die Scott Air Force Base versetzt und in dieser Position zwei Monate später zum Brigadegeneral befördert. Ab September 2007 folgte eine Verwendung als Director of Public Affairs im Stab des Secretary of the Air Force im Pentagon, Washington, D.C., ab Dezember 2008 im Range eines Generalmajors.
Nach weiteren Stationen in Washington als Vice Director for Strategic Plans and Policy im Vereinigten Generalstab und als Befehlshaber des Air Force District of Washington auf der Andrews Air Force Base erfolgte Anfang August 2012 unter Beförderung zum Generalleutnant wiederum eine Versetzung auf die Scott AFB, diesmal als Kommandeur der 18. Luftflotte. Diese Aufgabe erfüllte er zwischen August 2012 und April 2014.
Am 11. März 2014 nominierte US-Präsident Barack Obama McDew für die Nachfolge von Paul J. Selva, der seinerseits den Oberbefehl über das USTRANSCOM übernahm, als Befehlshaber des AMC, die Kommandoübergabe erfolgte schließlich am 5. Mai; McDews Beförderung zum General erfolgte im Rahmen der Kommandoübergabe.
Von August 2015 bis August 2018 kommandierte McDew das USTRANSCOM; er folgte wiederum Paul Selva nach, der Ende Juli den Posten als stellvertretender Vorsitzender des Vereinigten Generalstabs antrat. Am 1. Oktober 2018 trat er in den Ruhestand.

## Beförderungen
| Rang               | Datum             |
| ------------------ | ----------------- |
| Second Lieutenant  | 15. Mai 1982      |
| First Lieutenant   | 15. Mai 1984      |
| Captain            | 13. Juli 1986     |
| Major              | 1. März 1994      |
| Lieutenant Colonel | 1. Januar 1997    |
| Colonel            | April 2000        |
| Brigadier General  | 2. September 2006 |
| Major General      | 9. Dezember 2008  |
| Lieutenant General | 6. August 2012    |
| General            | 5. Mai 2014       |

## Auszeichnungen
Auswahl der Dekorationen, sortiert in Anlehnung an die Order of Precedence of Military Awards:
- Air Force Distinguished Service Medal
- Defense Superior Service Medal mit Eichenlaub
- Legion of Merit mit zweifachem Eichenlaub
- Meritorious Service Medal mit vierfachem Eichenlaub
- Army Commendation Medal
- Air Force Achievement Medal
- Joint Meritorious Unit Award mit Eichenlaub
- Air Force Outstanding Unit Award mit neunfachem Eichenlaub
- Air Force Organizational Excellence Award mit dreifachem Eichenlaub
- Combat Readiness Medal mit dreifachem Eichenlaub
- National Defense Service Medal mit bronzenem Service Star
- Armed Forces Expeditionary Medal
- Kosovo Campaign Medal
- Global War on Terrorism Expeditionary Medal
- Global War on Terrorism Service Medal
- Armed Forces Service Medal